# افرازش

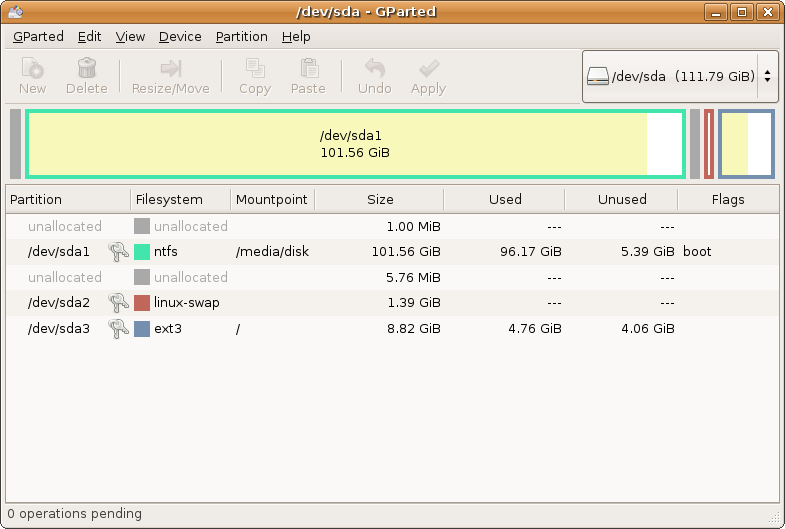
جی‌پارتد (GParted) برنامه‌ای محبوب و آزاد برای افرازش دیسک سخت است

اِفرازش (پارتیشن‌بندی)، به تقسیم کردن دیسک سخت به واحدهای منطقی ذخیره‌سازی کوچکتری تحت عنوان افراز (پارتیشن) گفته می‌شود، به گونه‌ای که یک دیسک سخت فیزیکی می‌تواند همانند چندین دیسک سخت عمل کرده و در هر افراز یک سامانهٔ پرونده قرار گیرد. ویرایشگر افراز به برنامه‌ای می‌گویند که از طریق آن می‌توان اقدام به ایجاد، حذف، تغییر اندازه، قالب‌بندی افرازها کرد. یک افراز از محدوده‌ای از سیلندرهای دیسک سخت تشکیل می‌شود. یعنی اینکه هر افراز توسط یک سیلندر آغازین و یک سیلندر پایانی تعریف می‌شود. یک سیلندر بسته به نوع دیسک سخت، می‌تواند اندازهٔ متفاوتی داشته باشد.
برخی از مزایای افرازش عبارتند از:
- با انجام افرازش، می‌توان سیستم‌عامل و پرونده‌های مربوط به برنامه‌ها را از پرونده‌های شخصی کاربران مجزا کرد.
- داشتن یک ناحیهٔ مجزا برای انجام صفحه‌بندی توسط سیستم‌عامل
- می‌توان به شکل هم‌زمان چندین سیستم‌عامل بر روی یک دیسک سخت نصب کرد. هر سیستم‌عامل می‌تواند در یک افراز مجزا نصب شود.
- اگر برای یک افراز اتفاقی افتاد، کل دیسک سخت تحت تأثیر قرار نخواهد گرفت و مشکل تنها محدود به همان افراز شد.

## انواع افرازها

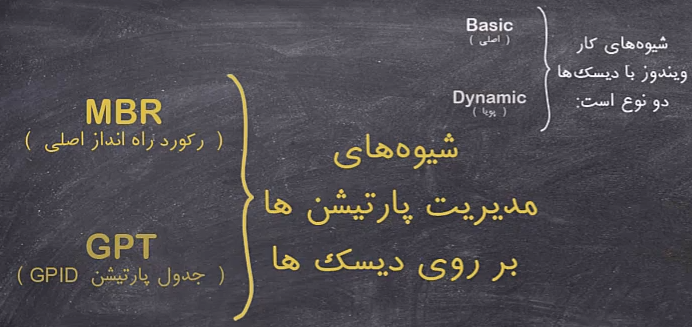
شیوه های مدیریت پارتیشن ها بر روی دیسک ها

به افرازهایی که مستقیماً در جدول افراز قرار می‌گیرند، اصطلاحاً افراز اولیه گفته می‌شود. در ساختار ام‌بی‌آر که جدول افراز ۶۴ بایت حجم دارد، تنها می‌توان چهار افراز اولیه داشت. در ساختار جی‌پی‌تی، می‌توان تا ۱۲۸ افراز اولیه داشت. به افرازهایی که خود حاوی افرازهای دیگر هستند، اصطلاحاً افراز توسعه‌یافته گفته می‌شود. افرازهای داخل افراز توسعه‌یافته، افراز منطقی هستند.

تنها یکی از افرازهای اولیه می‌تواند فعال باشد. زمانی که رایانه روشن می‌شود، از بین پارتیشن‌های اولیه سراغ پارتیشن فعال می‌رود تا سیستم‌عامل راه‌اندازی شود.